# Dzherokái
Dzherokái (en ruso: Джерокай; en adigué: Джыракъый, Dzhyraki) es un aúl del raión de Shovgenovski en la república de Adiguesia de Rusia. Está situado en la orilla derecha del río Fars, afluente del Labá, frente a Svobodni Trud, a 7 km al sureste de Jakurinojabl y 45 km al norte de Maikop, la capital de la república. Tenía 1 157 habitantes en 2010.
Es centro administrativo del municipio Dzherokáiskoye, al que pertenecen asimismo Svobodni Trud y Semiono-Makarenski.

## Historia
Fue fundado en 1864 por Bzako Kimcherievich Tlecheguko

## Servicios sociales
En la localidad se halla la escuela n.º 3 y un polideportivo, entre otras instalaciones.

## Transporte
Al este de Dzherokái pasa la carretera R256 Maikop-Karacháyevsk.